# Piotrowo (Oborniki)
Pour les articles homonymes, voir Piotrowo.
Piotrowo (prononciation : [pjɔˈtrɔvɔ]) est un village polonais de la gmina de Ryczywół dans le powiat d'Oborniki de la voïvodie de Grande-Pologne dans le centre-ouest de la Pologne.
Il se situe à environ 7 kilomètres à l'ouest de Ryczywół (siège de la gmina), à 21 kilomètres au nord d'Oborniki (siège du powiat), et à 50 kilomètres au nord de Poznań (capitale de la Grande-Pologne).

## Histoire
De 1975 à 1998, le village faisait partie du territoire de la voïvodie de Piła.

Depuis 1999, Piotrowo est situé dans la voïvodie de Grande-Pologne.